# Gideon Gathimba
Gideon Gathimba (9 marzo 1980) è un mezzofondista keniota, specializzato nei 1500 metri piani.

## Biografia
Giunse quarto alla World Athletics Final 2008 e quinto alla World Athletics Final 2009 nei 1500 metri piani. Ha detenuto il record africano della staffetta 4×1500 metri (14'36"23) insieme a William Biwott, Augustine Choge e Geoffrey Rono.

## Palmarès
| Anno | Manifestazione          | Sede        | Evento       | Risultato | Prestazione | Note |
| ---- | ----------------------- | ----------- | ------------ | --------- | ----------- | ---- |
| 2007 | Giochi panafricani      | Algeri      | 1500 m piani | 4º        | 3'39"66     |      |
| 2008 | Campionati africani     | Addis Abeba | 1500 m piani | Argento   | 3'43"56     |      |
| 2010 | Mondiali indoor         | Doha        | 1500 m piani | Batteria  | 3'40"08     |      |
| 2010 | Giochi del Commonwealth | Delhi       | 1500 m piani | 5º        | 3'43"11     |      |

## Campionati nazionali
2007
- Bronzo ai campionati kenioti, 1500 m piani - 3'43"5

2008
- Oro ai campionati kenioti, 1500 m piani - 3'46"51

2009
- Oro ai campionati kenioti, 1500 m piani - 3'39"7

2010
- 7º ai campionati kenioti, 1500 m piani - 3'40"44

2011
- 8º ai campionati kenioti, 1500 m piani - 3'39"08

## Altre competizioni internazionali
2008
- 4º alla World Athletics Final ( Stoccarda), 1500 m piani - 3'38"35
- 4º all'Herculis ( Monaco), 1500 m piani - 3'33"73

2009
- 5º alla World Athletics Final ( Salonicco), 1500 m piani
- Bronzo al Golden Spike ( Ostrava), miglio - 3'52"98
- Oro al Memorial Van Damme ( Bruxelles), staffetta 4x1500 m piani - 14'36"23

2010
- Bronzo ai Bislett Games ( Oslo), miglio - 3'50"53
- 5º al Golden Gala ( Roma), 1500 m piani - 3'34"92

2011
- 11º al Prefontaine Classic ( Eugene), miglio - 3'53"76

2012
- 4º ai Bislett Games ( Oslo), miglio - 3'50"24
- 6º al Prefontaine Classic ( Eugene), miglio - 3'56"17
- 9º all'Athletissima ( Losanna), 1500 m piani - 3'33"83